# United Nations International Independent Investigation Commission
United Nations International Independent Investigation Commission (UNIIIC) är en kommission som upprättades i april 2005 av Security Council Resolution 1595 för att utreda mordet på Rafiq Hariri, före detta premiärminister i Libanon den 14 februari 2005.